# Kåre Quist
Kåre Røgind Quist (født 26. maj 1971 på Usserød Fødeklinik i Hørsholm) er en dansk journalist og tv-vært. 
Quist er samfundssproglig student fra Allerød Gymnasium. Han var chefredaktør på gratisavisen Urban, da den blev etableret. Han har været ansat på Euroman, TV3, Berlingske Tidende og Ekstra Bladet, hvor han var leder af den såkaldte gravegruppe, der arbejder med afslørende journalistik. 
I 2007 blev han ansat som vært på DR1's interviewprogram Ærligt Talt, som er en afløser for det mangeårige program Profilen.  
Fra 2008 var Kåre Quist vært på forbrugerprogrammet Kontant på DR1. I 2012 skiftede han til en værtsrolle på TV Avisen 21, samt magasinet 21 Søndag.

## Hæder
I 2005 modtog han Kristian Dahls Mindelegat. I daglig tale den Lille Cavling. 
Kåre Quist og Kontant har modtaget TV-Prisen for Årets nyhedshistorie (Kødskandalen). Kåre Quist er syv år i træk blevet kåret til den bedste mandlige nyhedsvært af Billed-Bladets læsere (2014, 2015, 2016 2017, 2018, 2019 og 2020).

## Privat
Den 17. juli 2009 blev Kåre Quist gift med Karen Pallisgaard. Den 6. april 2011 offentliggjorde parret, at de skulle skilles. Kåre Quist giftede sig den 7. juli 2012 med Tine Røgind, og parret fik et barn i 2013.